# Casa de las Cabezas (Córdoba)
La casa de las Cabezas es una casa solariega actualmente convertida en hotel de lujo ubicada en la calle Cabezas de la ciudad andaluza de Córdoba, España. La vivienda alberga restos arqueológicos desde la época romana, aunque es principalmente conocida por ser un alcázar de Almanzor en la leyenda de Los siete infantes de Lara del siglo X. Más tarde, perteneció al converso Juan de Córdoba en el siglo XV, quien fue ajusticiado por la Inquisición española acusado de judaizante, probablemente por albergar una sinagoga clandestina en esta casa, tras lo que fue derribada. Los registros se pierden hasta el siglo XIX, cuando se convierte en un patio de vecinos o corrala para las ciudadanos que emigraban del campo a la ciudad.
A finales del siglo XX fue adquirida por un individuo que estaba convencido de que la casa albergaba un tesoro judío y comienza a hacer excavaciones hasta dejarla prácticamente en ruinas. En 2007 la Casa de las Cabezas fue adquirida por Manuel Ramos Gil, quien realizó una gran restauración, descubriendo un baño judío o mikvé, hecho que probaría la historia del converso Juan de Córdoba, y la abrió al público como museo en 2014. No obstante, tras la pandemia de covid-19, el museo sufrió su cierre definitivo y el edificio se convirtió en un hotel de lujo que abrió sus puertas el 1 de abril de 2022.

## Leyenda de los siete infantes de Lara

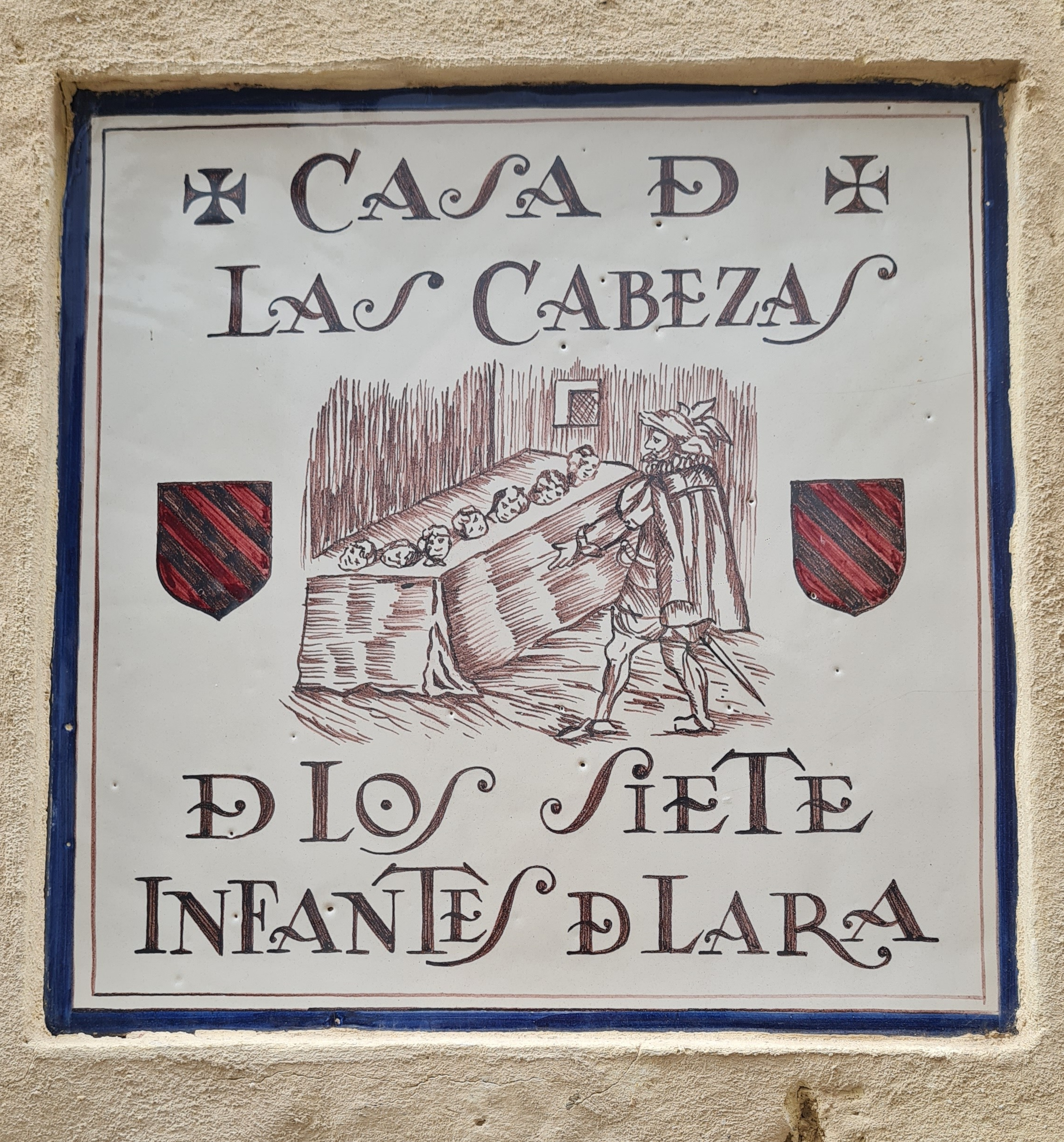
Azulejo que muestra una escena del cantar de gesta Los siete infantes de Lara.

Este cantar de gesta cuenta que Gonzalo Gústioz y sus siete hijos, los infantes de Lara, son invitados a la boda de doña Lastra y Ruy Velázquez. En una justa, uno de los infantes, Gonzalillo, mata accidentalmente a uno de los primos de la novia. Además, más tarde observa desnuda a la novia, hecho que enfurece a esta y prepara una venganza. Doña Lastra convence al padre, Gonzalo, para que vaya a Córdoba y le entregue una carta al dictador Almanzor. Una vez se la entrega, en su interior se leía: "Mate al portador". Sin embargo, Almanzor se apiada de él y decide encerrarlo. 
La leyenda cuenta que en el lugar donde está ubicada la casa actual, se encontraría la prisión. Doña Lastra, la novia, viendo su plan frustrado, les indica a los infantes que su padre ha sido asesinado por Almanzor y que les proporcionará un ejército para luchar contra él. Los infantes se preparan para una batalla en los campos de Soria al que acude el grueso del ejército musulmán, aunque el prometido por la novia nunca llega y finalmente son arrasados por los árabes. Fueron decapitados y sus cabezas paseadas por la actual calle Cabezas para que el padre Gonzalo pudiera observarlas.
Con el paso de los años, Gonzalo tuvo un hijo con la hermana de Almanzor llamado Mudarra, quien marcharía al Reino de León para asesinar y vengar a su familia.

## Juan de Córdoba
Juan de Córdoba era un rico mercader, propietario de la actual casa, que estuvo acusado de seguir judaizando, a pesar de estar prohibido desde la expulsión de los judíos por los Reyes Católicos en 1492. La casa sería una antigua sinagoga, de hecho, en el sótano de la casa se han encontrado restos de un antiguo mikvé, lugar de purificación de los judíos donde debía fluir agua corriente continuamente. Además, también se descubrió un estrado femenino, de los pocos que se han conservado en España, ya que las mujeres estarían separadas de los hombres. 
Todos estos hechos hicieron que la Santa Inquisición, específicamente el inquisidor Diego Rodríguez de Lucero, detuviera a Juan de Córdoba y lo sentenciara a muerte, junto con unos 300 nobles de Córdoba, en una de las quemas más multitudinarias ocurrida el 22 de diciembre de 1504; además de destruir la sinagoga.